# The Bell Hop
Pour plus de détails, voir Fiche technique et Distribution.
The Bell Hop est un film muet américain de comédie réalisé en 1921 par Larry Semon et Norman Taurog dans lequel Oliver Hardy est un des interprètes.

## Synopsis
Un ministre d'état séjournant dans un hôtel cache des papiers secrets dans le coffre-fort de sa chambre. Un réseau d'espions parvient à les voler mais une agente du gouvernement demande l'aide d'un groom gauche pour récupérer les documents et battre le réseau d'espionnage.

## Fiche technique
- Titre : The Bell Hop
- Réalisation : Larry Semon
- Scénario :  Larry Semon
- Producteur : Albert E. Smith
- Production : Vitagraph Company of America
- Pays de production :  États-Unis
- Durée :
- Format : Noir et blanc
- Langue : Muet
- Genre : Comédie
- Dates de sortie :
  -  États-Unis : 1921

## Distribution
- Larry Semon :
- Oliver Hardy :
- Al Thompson